# Nassenhausen
Nassenhausen ist ein Ortsteil der Gemeinde Adelshofen im oberbayerischen Landkreis Fürstenfeldbruck.

## Geographie
Das Kirchdorf Nassenhausen liegt circa eineinhalb Kilometer nördlich von Adelshofen.

## Geschichte
Nassenhausen wurde das erste Mal nachweisbar im Jahr 814 urkundlich erwähnt. Es gehörte bereits vor der Gebietsreform in Bayern zur Gemeinde Adelshofen.

## Baudenkmäler
Siehe auch: Liste der Baudenkmäler in Nassenhausen
- Katholische Filialkirche St. Martin

## Bodendenkmäler
Siehe: Liste der Bodendenkmäler in Adelshofen (Oberbayern)